# 瀬尾つかさ
瀬尾 つかさ（せお つかさ）は、日本のライトノベル作家。『琥珀の心臓』にて第17回ファンタジア長編小説大賞の審査委員賞を受賞。
小説投稿サイト小説家になろうにおいて「横塚司」という名義で小説を投稿及び出版していることが、横塚司マイページの活動報告及び瀬尾つかさのブログにて明かされている。

## 作品リスト
富士見ファンタジア文庫（富士見書房）
- 琥珀の心臓　全1巻
- クジラのソラ　全4巻
- 白夢(スノーミスト)　全4巻
- 調停少女サファイア　全2巻
- スカイ・ワールド　全11巻
- ワールド・イズ・コンティニュー　全2巻
- 監獄勇者のやり直し 貶められた最強の英雄は500年後の世界を自由に生きる　既刊2巻

一迅社文庫（一迅社）
- 宇宙をかける少女 ※ノベライズ作品　全2巻
- 円環のパラダイム　全1巻
- くいなパスファインダー　全1巻
- 放課後ランダムダンジョン　全1巻
- 深き迷宮と蒼の勇者 -銀閃の戦乙女と封門の姫外伝 ※放課後ランダムダンジョンの加筆改題
- 征王の迷宮塔　全2巻
- 魔導書が暴れて困ってます。　全3巻
- 銀閃の戦乙女と封門の姫　全6巻
- 聖煉の剣姫と墜ちた竜の帝国　全1巻
- 双剣使いの封呪結界　全1巻
- 高度に発達した魔法は神の奇蹟と区別がつかない　全2巻

ハヤカワ文庫JA（早川書房）
- 約束の方舟
- ウェイプスウィード ヨルの惑星　全1巻

角川スニーカー文庫（KADOKAWA）
- 横浜ダンジョン　全3巻
- サイバーアーツ　既刊1巻
- ニートの少女(17)に時給650円でレベル上げさせているオンライン　全2巻
- RErideD-刻越えのデリダ-　全2巻

ファミ通文庫（KADOKAWA）
- いつかのクリスマスの日、きみは時の果てに消えて　全1巻

モンスター文庫（双葉社）
- ぼくは異世界で付与魔法と召喚魔法を天秤にかける（名義：横塚司）既刊9巻

ダッシュエックス文庫（集英社）
- 魔弾の王と聖泉の双紋剣（原案：川口士）既刊5巻
- ぼくの壊れた正義はループする異世界で愛と罪を天秤にかける（名義：横塚司）既刊1巻

カドカワBOOKS（KADOKAWA）
- 若くして引退した銀河帝国元帥は辺境の星でオーヴァーロードと暮らしたい